# Smokey Stover (Trompeter)
Robert „Smokey“ Stover (* 1930 oder 1931; † 20. Dezember 1975 in Medford (Oregon)) war ein US-amerikanischer Jazztrompeter (auch Gesang) und Bandleader des Dixieland.
Stower leitete ab den späten 1950er-Jahren in Chicago eigene Ensembles; für Argo spielte er 1959 sein Debütalbum Where There’s Fire – There’s Smokey Stover ein; Mitglied seiner Original Firemen waren Floyd O’Brien (Posaune), Jimmy Granato (Klarinette), Gene Raebourne (Piano), John Gilliland (Tuba), Don Chester (Schlagzeug), hinzu kam die Sängerin Betty Brandon. In den 60ern spielte er auch in Turk Murphys Jazz Band; 1969 trat er mit Art Hodes, J. C. Higginbotham, Tony Parenti und Eddie Condon in der Fernsehserie Jazz Alley auf. 1973 gastierte er mit seinen Firemen auf dem Jazzfestival in Manassas, in seiner Band spielten dabei Slide Harris, Tommy Gwaltney, Jack Maheu, Claude Hopkins, Frank Tate und Billy Goodall. Ende desselben Jahres nahm er während einer Tournee in Atlanta ein Album für Jazzology Records auf (Smokey Stover and His Original Firemen); dabei ist Stover als Vokalist in Louis Armstrongs Nummer „Someday You’ll Be Sorry“, Carey Morgans „Blues My Naughty Sweetie Gives to Me“ und „Everywhere You Go“ zu hören. Im Bereich des Jazz war er von 1959 bis 1975 an zwölf Aufnahmesessions beteiligt.